# Tomislav Petković
Tomislav Petković (Šibenik, 11. kolovoza 1951.), elektroničar, fizičar i filozof.
Osnovnu školu završuje u Vrpolju kraj Šibenika, a gimnaziju u Šibeniku 1970. godine. Diplomirao je elektroniku (radiokomunikacije) na Elektrotehničkome fakultetu (ETF, današnji FER) u Zagrebu 1974., te filozofiju i sociologiju na Filozofskome fakultetu u Zagrebu 1976. Magistrirao iz nuklearne instrumentacije 1977. na ETF-u, a doktorirao 1986. iz eksperimentalne nuklearne fizike na Prirodoslovno-matematičkome fakultetu (PMF) u Zagrebu pred međunarodnim povjerenstvom.
Redoviti je profesor fizike na Zavodu za primijenjenu fiziku Fakuleteta elektrotehnike i računarstva (FER) Sveučilišta u Zagrebu, gostujući fizičar u akceleratorskim centrima BNL i Jefferson laboratoriju TJNAF (SAD), te pridodani profesor u Odjelu za fiziku na East Carolina University u Greenvilleu (SAD).
Napisao četiri knjige u poljima klasične i suvremene fizike te filozofije znanosti, te je suautor dvaju udžbenika za studente FER-a i/ili PBF-a:
Objavio kao autor ili suator preko 65 znanstvenih radova, od čega 50 u znanstvenim časopisima (od toga 38 u prestižnim svjetskim časopisima iz fizike) te dvadesetak u znanstvenim knjigama. Koautor ili autor u preko 70 radova ili sažetaka u zbornicima međunarodnih ili domaćih konferencija. Suradnik je u novim izdanjima Hrvatske enciklopedije za natuknice iz klasične fizike, fizike jezgara i čestica, te filozofije i povijesti znanosti.
Glavni su mu znanstveni doprinosi u optimiranju velikih detektora kojima su otkriveni novi udarni presjeci za višenukleonsku apsorpciju piona u jezgrama, interakciju miona s nukleonskim parom u jezgri, te duboko vezana stanja u spektroskopiji lambda-hiperjezgara stvorenih kaonskim snopom ili elektroprodukcijom. U filozofiji znanosti odjek imaju njegovi radovi u kojima se fenomenologija suvremene kozmologije reinterpretira u vezi s filozofijom.
Uz brojne domaće skupove, sudjelovao je na 5 svjetskih konferencija iz područja fizike, te na 3 svjetske konferencije iz filozofije i povijesti znanosti.
Član je Hrvatskog fizikalnog društva, Hrvatskog filozofskog društva, Europskog nuklearnog društva i Međunarodne udruge za povijest znanosti i kulturnu različitost.

## Nagrade
- Nagrada Grada Zagreba za znanost, za fiziku i filozofiju, 1999.
- Godišnja nagrada dr. Oton Kučera za 2002. za promicanje tehničke kulture, 2002.
- Rektorova nagrada za uspjeh u studiju 1972., kao student Sveučilišta u Zagrebu, 1972. god

## Knjige
- Tomislav Petković. 1990. Moderna eksperimentalna fizika i spoznajna teorija. Školska knjiga. ISBN 86-03-99204-5
- Tomislav Petković. 1997. Uvod u znanost o toplini i termodinamici. Element. ISBN 953-6098-80-0 nevaljani ISBN
- Tomislav Petković. 2000. Zadaci iz fizike, auditorne vježbe za studente PBF-a. Element. ISBN 953-197-133-1
- Tomislav Petković. 2006. Uvod u modernu kozmologiju i filozofiju, 3. prošireno izdanje. Element. ISBN 953-197-634-1
- Petar Kulišić, Lahorija Bistričić, Dubravko Horvat, Zoran Narančić, Tomislav Petković, Dubravko Pevec. 2002. Riješeni zadaci iz mehanike i topline, 7. promijenjeno izdanje. Školska knjiga. ISBN 86-03-99970-8CS1 održavanje: više imena: authors list (link)
- Višnja Henč-Bartolić, Mile Baće. Petar Kulišić, Lahorija Bistričić, Dubravko Horvat, Zoran Narančić, Tomislav Petković, Dubravko Pevec. 2002. Riješeni zadaci iz valova i optike, 2. popravljeno izdanje. Element. ISBN 953-0-30806-XCS1 održavanje: više imena: authors list (link)